# عقد 410 هـ
عقد 410 هـ هو الفترة بين عام 410 إلى 419 في التقويم الهجري، أي العشر سنوات الثانية من القرن الخامس الهجري.